# Gyertyán Ervin
Gyertyán Ervin (eredeti neve: Grünbaum Ervin) (Budapest, 1925. november 22. – Budapest, 2011. június 14.) magyar író, újságíró, műkritikus, filmesztéta, irodalomtörténész.

## Életpályája
Grünbaum Gábor és Stern-Sproncz Rózsa gyermekeként született. 1943-ban érettségizett. 1947–1949 között a Párizsi egyetemen tanult. 1949–1950 között a Magyar Napnál dolgozott. 1950–1956 között a Népszava munkatársa, 1953–1956 között rovatvezetője volt. 1958–1975 között a Filmvilág rovatvezetője volt. 1975–1976 között a Gondolat Könyvkiadó főszerkesztő-helyettese volt. 1976–1979 között a Magyar Filmtudományi Intézet tudományos főmunkatársa volt. 1977–1981 között a Filmkritikusok Nemzetközi Szövetségének alelnöke, 1981–1885 között elnöke volt. 1979 és 1984 között a Magyar Televízió filmosztályának vezetője volt. 1984 és 1986 között a Filmtudományi Intézet tudományos osztályvezetője volt.
2011. június 14-én hunyt el. A Fiumei úti sírkert 44/1/U-5-30 sírhelyén nyugszik, sírjának képe.

## Magánélete
1953–1998 között Mezey Katalin volt a felesége. Két gyermekük született; Katalin (1954) és István (1958).

## Művei
- Ítélet Hanoiban (ifjúsági regény, 1955)
- Meztelen diplomata (filmforgatókönyv, 1963)
- A kibernerosz tündöklése és bukása (regény, 1963)
- Költőnk és kora. József Attila költészete és esztétikája (tanulmány, 1963)
- József Attila (tanulmány, 1966)
- A múzsák testvérisége (tanulmány, 1966)
- Művészet és szubjektivitás (tanulmány, 1966)
- Isten, óvd az elnököt! (regény, 1971)
- Párbeszéd sokszemközt (tanulmányok, útirajzok, 1973)
- Szemüveg a porban (regény, 1975)
- Karancsfalvi szökevények (filmforgatókönyv, 1976)
- Lumiére árnyékában (tanulmány, 1977)
- Egy kritikus válogatott szorongásai (tanulmány, 1980)
- „Tisztán meglátni csúcsainkat”. Tanulmányok József Attiláról (tanulmányok, 1985)
- A francia kitüntetés (regény, 1986)
- Don Quijote a Huszár utcából (regény, 1987)
- Az első koncepciós per (1989)
- Mit ér a film, ha magyar? (1994)
- Lidérc és ingovány (1938–1953) (visszaemlékezések, 1997)
- Értékek csapdája (esszék, tanulmányok, 2004)
- Visszajátszás. Lelkiismereti regény; Balassi, Bp., 2008

## Műfordításai
- Federico García Lorca: Cigány románcok (1948)
- Denis Diderot: Megtévesztés (1958)

## Díjai
- József Attila-díj (1981)
- A Munka Érdemrend arany fokozata (1985)
- Balázs Béla-díj (1997)
- Aranytoll (2001)
- Komlós Aladár-díj (2005)
- Tekintet díj (2008)
- Demény Pál-emlékérem (2010)

## Származása
| Gyertyán Ervin (Budapest, 1925. nov. 22. – Budapest, 2011. jún. 14.) | Apja: Grünbaum Gábor (Pesterzsébet, 1898. máj. 10. – Engerau, 1945. jan. 1.) szabómester | Apai nagyapja: Grünbaum Dávid (Csanálos, 1861 – ?)                              | Apai nagyapai dédapja: Grünbaum Gábor                    |
| Gyertyán Ervin (Budapest, 1925. nov. 22. – Budapest, 2011. jún. 14.) | Apja: Grünbaum Gábor (Pesterzsébet, 1898. máj. 10. – Engerau, 1945. jan. 1.) szabómester | Apai nagyapja: Grünbaum Dávid (Csanálos, 1861 – ?)                              | Apai nagyapai dédanyja: Hochstein Rozália                |
| Gyertyán Ervin (Budapest, 1925. nov. 22. – Budapest, 2011. jún. 14.) | Apja: Grünbaum Gábor (Pesterzsébet, 1898. máj. 10. – Engerau, 1945. jan. 1.) szabómester | Apai nagyanyja: Stern Cecília (Oszlány, 1870 – Budapest, 1951. okt. 12.)        | Apai nagyanyai dédapja: Stern Nátán                      |
| Gyertyán Ervin (Budapest, 1925. nov. 22. – Budapest, 2011. jún. 14.) | Apja: Grünbaum Gábor (Pesterzsébet, 1898. máj. 10. – Engerau, 1945. jan. 1.) szabómester | Apai nagyanyja: Stern Cecília (Oszlány, 1870 – Budapest, 1951. okt. 12.)        | Apai nagyanyai dédanyja: Schreiber Krisztina             |
| Gyertyán Ervin (Budapest, 1925. nov. 22. – Budapest, 2011. jún. 14.) | Anyja: Stern-Spronz Rózsa (Budapest, 1904. júl. 31 – ?)                                  | Anyai nagyapja: Stern-Spronz Miksa (Vágújhely, 1853 – Budapest, 1941. máj. 21.) | Anyai nagyapai dédapja: Stern-Spronz Éliás (1812 – 1883) |
| Gyertyán Ervin (Budapest, 1925. nov. 22. – Budapest, 2011. jún. 14.) | Anyja: Stern-Spronz Rózsa (Budapest, 1904. júl. 31 – ?)                                  | Anyai nagyapja: Stern-Spronz Miksa (Vágújhely, 1853 – Budapest, 1941. máj. 21.) | Anyai nagyapai dédanyja: Schönhauser Mária               |
| Gyertyán Ervin (Budapest, 1925. nov. 22. – Budapest, 2011. jún. 14.) | Anyja: Stern-Spronz Rózsa (Budapest, 1904. júl. 31 – ?)                                  | Anyai nagyanyja: Fleischmann Karolina (Szécsény, 1859 – ?)                      | Anyai nagyanyai dédapja: Fleischmann Ábrahám             |
| Gyertyán Ervin (Budapest, 1925. nov. 22. – Budapest, 2011. jún. 14.) | Anyja: Stern-Spronz Rózsa (Budapest, 1904. júl. 31 – ?)                                  | Anyai nagyanyja: Fleischmann Karolina (Szécsény, 1859 – ?)                      | Anyai nagyanyai dédanyja: Steiner Netti                  |